# Saiblinge
Die Saiblinge (Salvelinus) sind eine Gattung aus der Familie der Lachsfische (Salmonidae).

## Beschreibung
Die Gattung Saibling gehört zur Familie der Lachsfische und weist die für alle Salmoniden typische Fettflosse auf. Der Körperbau ist stromlinienförmig. Die Gattung zeichnet sich durch eine außerordentliche Vielfalt unter den einzelnen Arten aus, welche noch viel größer ist als bei anderen Lachsfischgattungen. Daher ist die Systematik der Saiblinge noch nicht abschließend geklärt.

## Lebensraum
Die Saiblinge sind auf der ganzen Nordhalbkugel der Erde zu finden. Sie bevorzugen in der Regel kaltes, klares Süßwasser. Nur wenige Arten leben anadrom (zum Laichen vom Salzwasser ins Süßwasser wandernd). Saiblinge sind die Süßwasserfische, die am weitesten in arktische Gewässer vorgedrungen sind.
Seesaiblinge bilden aufgrund ihrer natürlichen Isolation Stämme, die sich durch ihre Farbschläge von See zu See geringfügig unterscheiden.

## Wirtschaftliche Bedeutung als Speisefisch
Saiblinge gelten als hervorragende Speisefische. Aufgrund der hohen Anforderungen an die ökologischen Bedingungen gestaltet sich die fischereiwirtschaftliche Nach-/Aufzucht schwierig. Daher kommt nur eine vergleichsweise geringe Zahl von Saiblingen in den Handel.
In den letzten Jahren erlangte die Saiblingsproduktion auch in der Aquakultur größere Bedeutung. Saiblinge lassen sich – ähnlich wie Forellen – in Teichen, Becken und Kanälen aufziehen (Teichwirtschaft) und erzielen deutlich höhere Marktpreise als Regenbogenforellen: Der Verkaufserlös für lebende bzw. küchenfertige Saiblinge ist durchschnittlich etwa 20–30 % höher als für Forellen. Die Laichfischhaltung ist allerdings schwieriger, und es gibt höhere Erbrütungs- und Aufzuchtverluste. Dadurch sind auch die Eier und die Setzlinge teurer als bei Forellen.
Wichtigstes europäisches Erzeugerland ist (Stand 2021) Island.

## Liste von Saiblingsarten
- Untergattung Baione
  - Bachsaibling (Salvelinus fontinalis (Mitchill, 1815))
  - Amerikanischer Seesaibling (Salvelinus namaycush (Walbaum in Artedi, 1792))
- Untergattung Salvelinus

- † Salvelinus agassizii (Garman, 1885)
- Salvelinus albus Glubokovsky, 1977
- Wandersaibling (Salvelinus alpinus (Linnaeus, 1758))
- Salvelinus anaktuvukensis Morrow, 1973
- Salvelinus andriashevi Berg, 1948
- Salvelinus boganidae Berg, 1926
- Salvelinus colii (Günther, 1863)
- Stierforelle (Salvelinus confluentus (Suckley, 1859))
- Salvelinus curilus (Pallas, 1814)
- Salvelinus czerskii Drjagin in Berg, 1932
- Salvelinus drjagini Logashev, 1940
- Salvelinus elgyticus Viktorovsky & Glubokovsky in Viktorovsky et al., 1981
- Salvelinus evasus Freyhof & Kottelat, 2005
- Salvelinus faroensis Joensen & Tåning, 1970
- Salvelinus fimbriatus Regan, 1908
- Shetlandsaibling (Salvelinus gracillimus Regan, 1909)
- Salvelinus grayi (Günther, 1862)
- Salvelinus gritzenkoi Vasil'eva & Stygar, 2000
- Salvelinus inframundus Regan, 1909
- Salvelinus jacuticus Borisov, 1935
- Salvelinus japonicus Oshima, 1961
- Salvelinus killinensis (Günther, 1866)
- Salvelinus krogiusae Glubokovsky, Frolov, Efremov, Ribnikova & Katugin, 1993
- Salvelinus kronocius Viktorovsky, 1978
- Salvelinus kuznetzovi Taranetz, 1933
- Japan-Saibling (Salvelinus leucomaenis (Pallas, 1814))
- Salvelinus lepechini (Gmelin, 1789)
- Salvelinus levanidovi Chereshnev, Skopets & Gudkov, 1989
- Salvelinus lonsdalii Regan, 1909
- Salvelinus mallochi Regan, 1909
- Dolly-Varden-Forelle (Salvelinus malma (Walbaum in Artedi, 1792))
- Salvelinus maxillaris Regan, 1909
- Salvelinus murta (Saemundsson, 1909)
- Salvelinus neiva Taranetz, 1933
- † Salvelinus neocomensis Freyhof, Kottelat, 2005
- Salvelinus obtusus Regan, 1908
- Salvelinus perisii (Günther, 1865)
- Tiefseesaibling (Salvelinus profundus (Schillinger, 1901))
- Salvelinus scharffi Regan, 1908
- Salvelinus schmidti Viktorovsky, 1978
- Salvelinus struanensis (Maitland, 1881)
- Salvelinus taimyricus Mikhin in Berg, 1949
- Salvelinus taranetzi Kaganowsky, 1955
- Salvelinus thingvallensis (Saemundsson, 1909)
- Salvelinus tolmachoffi Berg, 1926
- Salvelinus trevelyani Regan, 1908
- Seesaibling (Salvelinus umbla (Linnaeus, 1758))
- Salvelinus willoughbii (Günther, 1862)
- Salvelinus youngeri Friend, 1956

- Untergattung Salvethymus
  - Salvelinus svetovidovi Chereshnev & Skopets, 1990

### Kreuzungen
- Elsässer Saibling (Salvelinus alpinus × fontinalis)